# Torneo di Wimbledon 1880
Il Torneo di Wimbledon 1880 è stata la 4ª edizione del Torneo di Wimbledon e prima prova stagionale dello Slam per il 1880. Si è giocato sui campi in erba dell'All England Lawn Tennis and Croquet Club di Wimbledon a Londra in Gran Bretagna. Il torneo ha visto vincitore nel singolare maschile il britannico John Hartley che ha sconfitto in finale in 4 set il connazionale Herbert Lawford con il punteggio di 6-3 6-2 2-6 6-3

## Risultati

### Singolare maschile
John Hartley ha battuto in finale  Herbert Lawford  6-3 6-2 2-6 6-3

### Doppio maschile non ufficiale
Ernest Renshaw /  William Renshaw hanno battuto in finale  C.J. Cole /  O.E. Woodhouse